# Wasserstraße Paraná-Paraguay

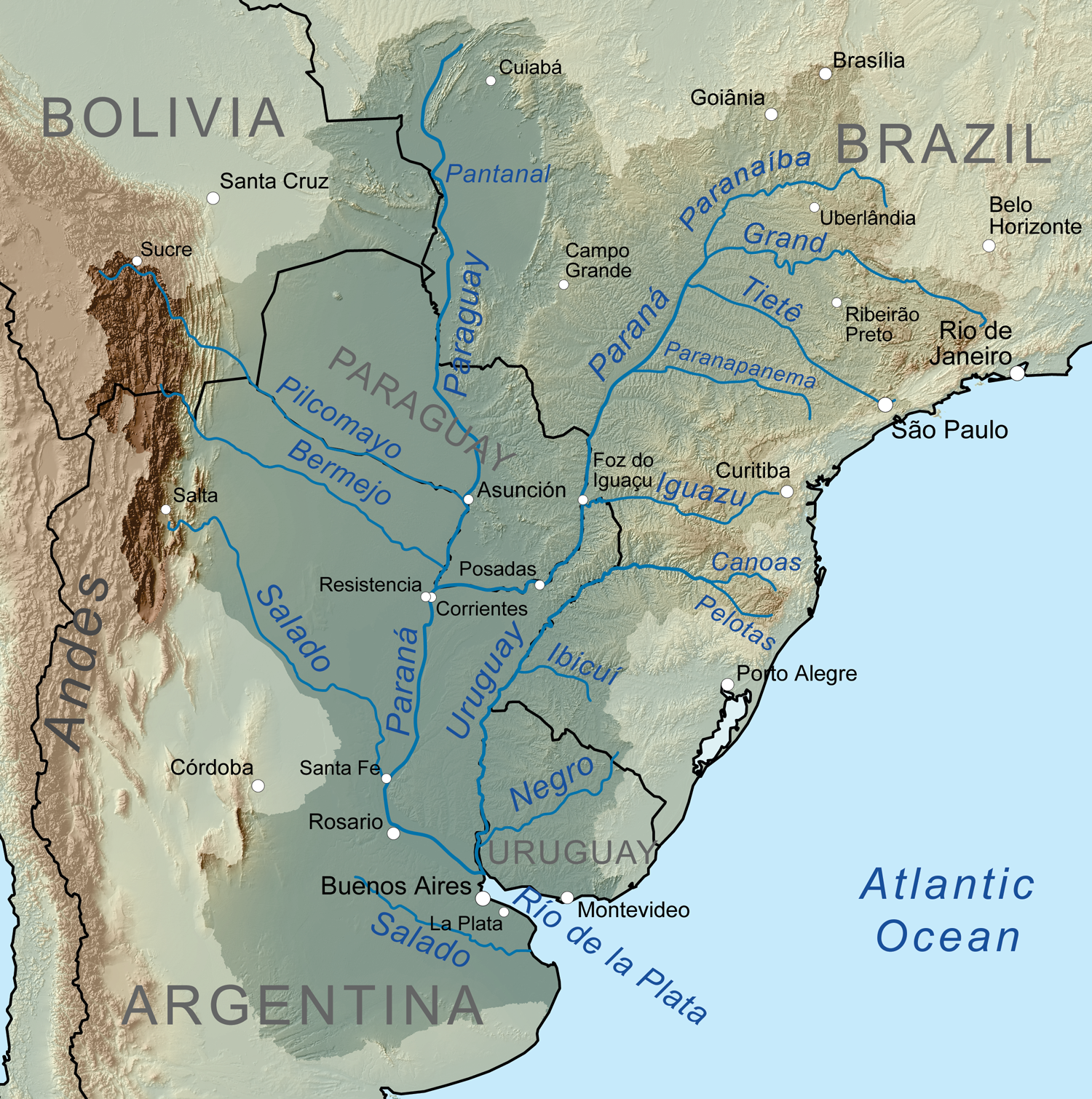
Río de la Plata-Becken

Die Wasserstraße Paraná-Paraguay (spanisch: Hidrovía Paraná-Paraguay) bezeichnet einen 3440 km langen Korridor für den Flusstransport auf dem Río Paraná und dem Río Paraguay. Er ermöglicht die Schifffahrt von Binnenhäfen in Argentinien, Bolivien, Brasilien, Paraguay und Uruguay.

## Geographie
Die Wasserstraße ist Teil des drei Millionen km² umfassenden Río de la Plata-Beckens, dessen Gewässer in den Río de la Plata münden. Es erstreckt sich über einen großen Teil des Südens und Südostens von Brasilien, den Südosten Boliviens, das gesamte Paraguay, einen großen Teil Uruguays sowie die Region Mesapotamia und die Feuchte Pampa in Argentinien. Sie ist bezüglich der Ausdehnung die zweitgrößte Wasserreserve Südamerikas, nach dem Amazonasbecken, mit einer reichen Biodiversität. Die Wasserstraße stellt aufgrund ihrer wirtschaftlichen Bedeutung einen der wichtigsten Nutzen der großen Flüsse der Region dar. Die Wasserstraße beginnt im Norden am brasilianischen Flusshafen Cáceres am Río Paraguay, passiert Corumbá in Mato Grosso do Sul, führt anschließend über Puerto Jennefer, Puerto Aguirre und Puerto Busch in Bolivien an Asunción vorbei durch Paraguay, vereint sich bei Paso de la Patria etwa 30 km nordöstlich des argentinischen Corrientes mit dem Río Paraná, führt über Rosario weiter durch Argentinien und endet im Hafen von Nueva Palmira in Uruguay. Der vom Río Paraná gebildete östliche Teil der Wasserstraße beginnt am Wasserkraftwerk Itaipú an der paraguayisch-brasilianischen Grenze. Sie umgeht das Wasserkraftwerk Yacyretá durch einen Kanal und führt auf dem nun mehrere Kilometer breiten Strom bis zum Río Paraguay.

## Geschichte
1969 unterzeichneten die fünf Anliegerstaaten in Brasilia den Tratado de la Cuenca del Plata, in dem gemeinsame Programme, Studien und Arbeiten zur Förderung der Flussschifffahrt vereinbart wurden. 1987 verabschiedeten die Außenminister der Cuenca-Becken-Staaten in Santa Cruz de la Sierra eine Resolution, die der Entwicklung der Wasserstraße Paraguay-Paraná vorrangiges Interesse bekundete.
1989 wurde die Körperschaft Comité Intergubernamental de la Hidrovía Paraguay-Paraná (CIH) gegründet, mit der Aufgabe, die von den Mitgliedsstaaten bestimmten Maßnahmen zur Schaffung dieser Verkehrsader Porto de Cáceres – Puerto de Nueva Palmira zu koordinieren und zu fördern.
Im August 2010 kündigte die argentinische Präsidentin Cristina Fernández de Kirchner an, die Wasserstraße in Argentinien bis Ende 2011 auf einer Länge von über 600 km von Puerto General San Martín bis zum Río de la Plata für Schiffe mit einem Tiefgang von 8,53 m auszubaggern und sie später für Schiffe mit 9,75 m Tiefgang zu vertiefen.
Im September 2020 wurden schließlich auch die Hafenanlagen in Porto Cáceres ausgebaut, um den Gütertransport auf der Wasserstraße zu ermöglichen. Aufgrund des durch eine lange Trockenperiode verursachten niedrigen Wasserstands von 1,5 m war der Betrieb ab Oktober 2021 im nördlichen Bereich bei Puerto Jennefer einige Monate lang nicht mehr möglich. Dadurch war Bolivien vom Wasserweg zum Atlantik vorübergehend abgeschnitten. 2022 konnte Bolivien jedoch wieder Fracht im Wert von über einer Milliarde US-Dollar über diese Wasserstraße befördern.
Am 1. Januar 2023 begann die argentinische Hafenverwaltung auf dem Río Paraná eine Mautgebühr für den Streckenabschnitt von Santa Fe bis zum Zusammenfluss mit dem Río Paraguay zu erheben. Als Grund werden die hohen Kosten für die Ausbaggerung des Flussbetts von jährlich rund 20 Millionen US-Dollar genannt. Die einseitig beschlossene Maßnahme führte zu diplomatischen Spannungen zwischen Argentinien und den anderen Partnerländern, die darauf bestehen, den im Vertrag von Asunción vereinbarten freien Schiffsverkehr zu garantieren.